# 笹平ダム
笹平ダム（ささだいらダム）は、長野県長野市、信濃川水系犀川に建設されたダム。高さ19.3メートルの重力式コンクリートダムで、東京電力リニューアブルパワーの発電用ダムである。同社の水力発電所、笹平発電所に送水し、最大1万4,700キロワットの電力を発生する。

## 歴史
北アルプスに端を発し、松本盆地を抜け流下する犀川には、生坂村から長野市で千曲川（長野県内における信濃川の呼称）に合流するまでの間、5基のダムが目下運用されている。これらはすべて東京電力が管理する水力発電のためのダムである。戦後、東京電力が犀川の発電事業を継承した時点では、水内ダム1基が存在するのみであった。残る4基のダムの建設は、まず水内ダムの下流より始められる。
1952年（昭和27年）、水力発電所を新たに建設すべく水利権を取得した東京電力は、同年より同ダムの建設工事に着手。半地下式という構成は東京電力の水力発電所として初の試みであった。水車にはスイスのエッシャーウイス社製カプラン水車を採用。同社から日本語の堪能な技術者が派遣され、水車の据え付けは順調に進んだという。ほぼ同時期、さらに下流では小田切ダム建設工事が行われている。完成した笹平発電所は1954年（昭和29年）より運転を開始した。

### バス転落事故
1985年（昭和60年）1月28日早朝、同ダムが形成するダム湖（人造湖）で25名もの犠牲者を出したバス転落事故が発生。日本福祉大学の学生らを乗せてダム湖沿いの国道19号を走行していた三重交通バスがダムより数百メートル上流の大安寺橋の手前のカーブを曲がりきれずダム湖に転落したものである。このとき、同ダムの修繕工事を担当し、現地付近に宿泊していた前田建設工業の作業員が救助作業に加わった。

## 周辺
長野市中心市街地から国道19号を犀川上流・松本市方面に向かって走ると、小田切ダムを通過後しばらくして犬戻トンネルを潜り、さらに数キロ走ると、明治橋を渡ってしばらくして笹平トンネルにさしかかる。このトンネル手前の「笹平トンネル東」交差点で左折して長野県道31号長野大町線に入り、七二会小学校笹平分校のある「笹平北」交差点を過ぎて間もなく左側に発電所へと通じるわき道がある。広場のようなスペースがあるが、そこは企業の敷地内とあって駐車がはばかられるようであれば、先の笹平トンネル東交差点付近の駐車場を利用するのがよい。
ダム下流側の堤防には60本もの桜の木が植えられ、名所にもなっている。
前述の事故現場となった湖畔には犠牲者の死を悼む慰霊碑が静かにたたずんでいる。

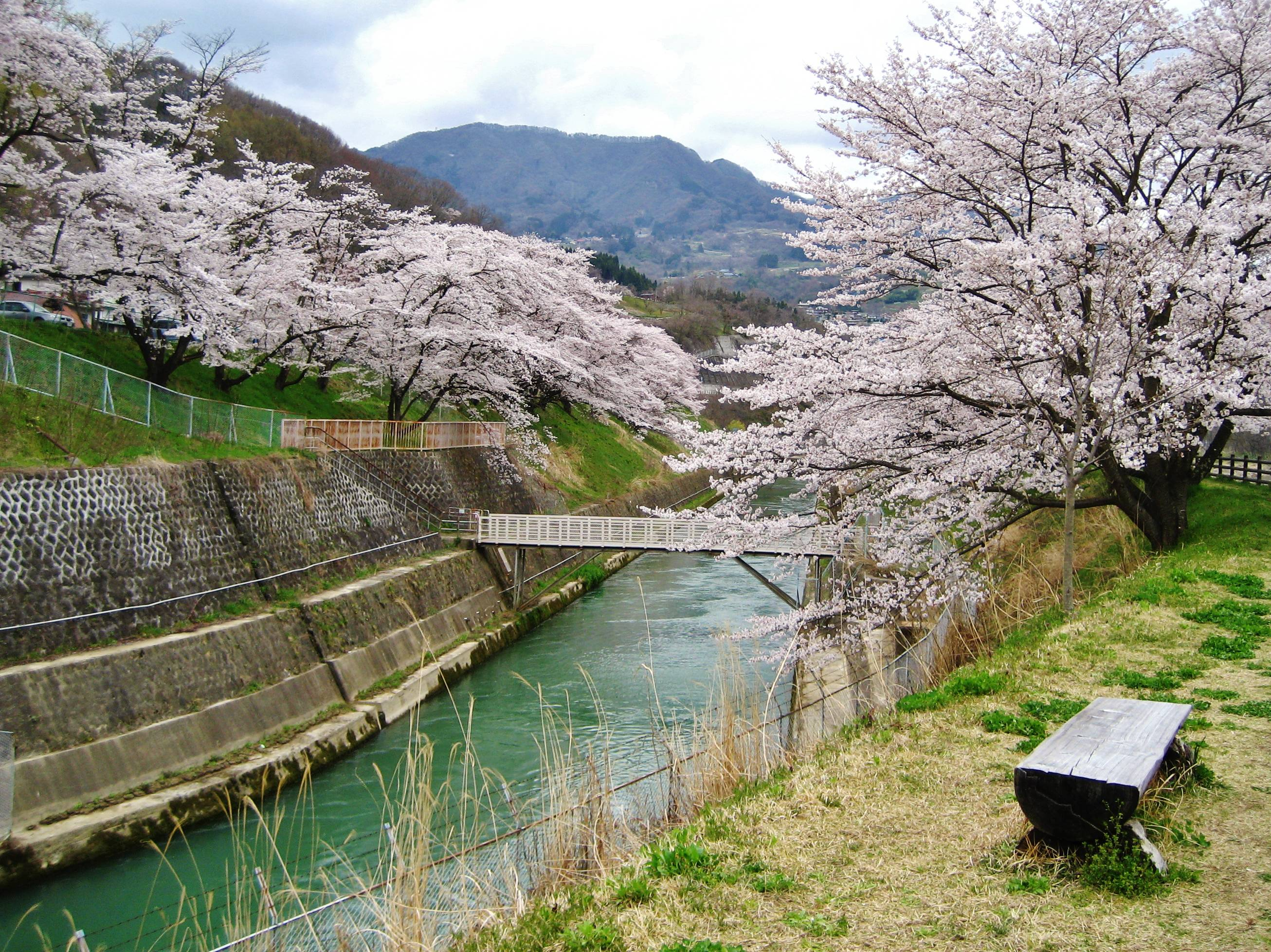
笹平発電所放水路